# Mahmoud Alaa
Mahmoud Alaa (en árabe: محمود علاء‎); (El Cairo, 28 de enero de 1991) es un futbolista egipcio que juega como defensa en el Al-Ittihad Alexandria Club de la Premier League de Egipto.

## Selección nacional
Tras jugar con la selección de fútbol sub-20 de Egipto y la sub-23, finalmente hizo su debut con la selección absoluta el 11 de mayo de 2012 en un partido amistoso contra Líbano que finalizó con un resultado de 1-4 a favor del combinado egipcio tras los goles de Ahmed Said, Ahmed Temsah, Ahmed Khairy y Ahmed Hassan Mekky para Egipto, y de Ahmad Zreik para Líbano. Además disputó la Copa Africana de Naciones 2019.

### Participaciones en la Copa Africana de Naciones
| Copa Africana de Naciones      | Sede    | Resultado        | Partidos | Goles |
| ------------------------------ | ------- | ---------------- | -------- | ----- |
| Copa Africana de Naciones 2019 | Egipto  | Octavos de final | 2        | 0     |
| Copa Africana de Naciones 2021 | Camerún | Subcampeón       | 1        | 0     |

## Clubes
| Club                                | País   | Año       | Partidos | Goles |
| ----------------------------------- | ------ | --------- | -------- | ----- |
| Haras El Hodoud FC                  | Egipto | 2010-2015 | 87       | 2     |
| Wadi Degla SC                       | Egipto | 2015-2017 | 57       | 10    |
| Zamalek SC                          | Egipto | 2017-2022 | 181      | 42    |
| Al-Ittihad Alexandria Club (cedido) | Egipto | 2022-2023 | 25       | 4     |
| Zamalek SC                          | Egipto | 2023-2024 | 6        | 0     |
| Abou Qir Fertilizers SC             | Egipto | 2024-2025 | 4        | 4     |
| Al-Ittihad Alexandria Club          | Egipto | 2025-     | 7        | 1     |

## Palmarés

### Campeonatos nacionales
| Título         | Club       | País   | Año  |
| -------------- | ---------- | ------ | ---- |
| Copa de Egipto | Zamalek SC | Egipto | 2018 |

### Campeonatos internacionales
| Título                       | Club       | País   | Año  |
| ---------------------------- | ---------- | ------ | ---- |
| Copa Confederación de la CAF | Zamalek SC | Egipto | 2019 |